# Autelbas
Autelbas (în germană Nieder-Elter, în luxemburgheză Nidderälter și Buergelter, în valonă Åtébas) este o secțiune a orașului belgian Arlon, situată în Regiunea Valonă, în provincia Luxemburg și în Ținutul Arlon. Este, de asemenea, împreună cu Barnich, una dintre denumirile neoficiale atribuite satului Autelbas-Barnich, care constituie subiectul principal al acestui articol.
Autelbas-Barnich este cunoscut mai ales pentru ruinele castelului seniorilor din Autel, pentru descoperirile legate de producția de ceramică merovingiană/carolingiană, precum și pentru persistența structurii agrare dihotomice a vilanelor carolingiene, reflectată prin separarea administrativă până în 1948 a satelor învecinate Autelbas și Barnich.

## Istorie

### Începuturi
La Autelbas-Barnich au fost descoperite urme de prezență umană datând în special de la sfârșitul Neoliticului și începutul Epocii Bronzului, dar nimic din perioada Mezoliticului sau a Epocii Fierului.
Cantitatea mare de vestigii ale unor locuințe și necropole datând din secolul I până la începutul secolului al V-lea indică dezvoltarea agriculturii în sat în perioada romană, datorită drumurilor romane Reims-Trier și Tongres-Metz, vicus Orolaunum și drumului secundar roman care traversa satul.

### Evul Mediu
Villa d’Altare (Autel) apare în perioada carolingiană. Numele său provine de la templul roman dedicat zeului galic Camulus, amplasat de-a lungul drumului roman Reims-Trier, pe înălțimile Wolberg.
O vilă carolingiană este clasic definită ca un domeniu agricol autarhic, format, din punct de vedere agricol, pe de o parte din rezerva domeniului exploatată de către sau pentru stăpân, iar pe de altă parte din manses sau terenuri lucrate personal de iobagi. La Autelbas-Barnich, această dihotomie va persista de-a lungul secolelor, ceea ce este destul de rar.
Odată cu apariția sistemului feudal, rezerva domenială devine o seniorie și ia numele de Autel (în germană Elter), iar mai târziu de Autelbas. Aceasta corespunde zonei din jurul castelului, în partea sud-vestică a satului actual.
Partea liberă a vilei capătă numele de Barnich, nume provenit din rădăcina bor sau bar, care desemnează o așezare situată la poalele sau pe vârful unei coline – în acest caz, la poalele dealului unde se află actualul cimitir (cartierul bisericii din partea estică a satului).
În 1257, vila, amputată de o parte a teritoriului său și cu Barnich eliberat de obligații feudale, este revândută contelui Henric. Teritoriile Autelbas și Barnich, cu excepția pădurilor, vor rămâne comune. Fâșia de teren situată între cele două părți, unde se află astăzi fostele școli comunale și piața Centenarului, servea drept zonă comună unde vitele puteau fi adăpate la pârâu înainte de a fi duse la pășunat în pădure pentru ghinde.
Castelul anterior, care se afla pe locul actualului castel, este construit în acest secol al XIII-lea.
Rezerva domenială, deja fragmentată, pare să fi fost dată în feudă familiei Dautel, probabil provenită de la villicus-ul (administratorul) local, între 1257 și 1270. Seniorii din Autel primesc veniturile din Barnich abia la începutul secolului al XIV-lea și devin astfel proprietarii unei mari părți din teritoriu prin intermediul voueriilor (drepturi de supraveghere și exploatare).
Familia Dautel va deveni stăpână absolută și asupra Barnich, datorită structurii sistemului de justiție. Astfel, la Autelbas ei exercită justiția joasă și medie, precum și justiția înaltă începând din 1380, apelul împotriva sentințelor lor fiind judecat la prepozitura din Arlon. Burghezii din Barnich exercitau doar justiția joasă în Barnich, ale cărei sentințe erau, în plus, supuse aprobării prepozitului din Arlon. Or, suveranul numea adesea ca prepozit un tânăr nobil din împrejurimi, de cele mai multe ori un Dautel.
Dautelii vor ocupa poziții importante și vor urma destinul conților de Luxemburg și Arlon.
Huart I devine mareșal, apoi seneșal al regelui Ioan Orbul și este primul care poartă titlul de senior de Autel.
Huart II, fiul său, devine seneșal, diplomat al regilor Boemiei, senior împuternicit și guvernator civil și militar al ducatului Luxemburg.
Mai mulți membri ai familiei Dautel, din diferite ramuri, au ocupat simultan un loc în curtea nobililor din Luxemburg.
În 1371, suprafața senioriei era de peste cinci ori mai mare decât inițial[H 5]. Teritoriul său se întindea, în linii mari, pe valea pârâului Autelbas (de la Autelbas până la vărsarea acestuia spre est) și pe o mică parte a văii superioare a râului Eisch⁠(d) (de la Grass și Kahler, în sud, până la nord de Steinfort, în nord).
Seniorii din Autel purtau un blazon roșu cu o cruce de aur presărată cu plăcuțe (billettes) de aceeași culoare — care făceau trimitere atât la numele pământului lor (Autel), cât și la parohia lor (Sainte-Croix).
Pentru a-și păstra puterea, Huart II se opune, în fruntea nobilimii luxemburgheze, lui Antoine de Bourgogne, care obține ducatul Luxemburgului în 1409 prin căsătorie. Castelul din Autel, fiind mult prea modest pentru a rezista, este cucerit și distrus în 1412. El nu va fi reconstruit decât în 1432.
Ramura familiei Dautel din Autelbas se stinge la sfârșitul secolului al XVI-lea. Senioria trece apoi în mâinile mai multor familii nobile.

### Epoca modernă
Odată cu Revoluția Franceză, voueriile (domeniile delegate spre administrare) devin proprietatea exploatanților acestora, din lipsa contractelor scrise de proprietate.
La proclamarea independenței Belgiei, Autelbas devine comună de sine stătătoare până la fuziunea comunelor din 1977. Ea cuprindea satele Autelhaut, Autelbas, Barnich, Birel, Clairefontaine, Sterpenich și Weyler.
Începând din a doua jumătate a secolului al XIX-lea, castelul este ocupat de fermieri chiriași.
În timpul Primului Război Mondial, domeniul seniorial este vândut în loturi locuitorilor satului.
Autelbas era, așadar, până în 1948, o secțiune comunală (un sat) corespunzând în linii mari părții vestice a actualului sat Autelbas-Barnich, cealaltă parte fiind satul Barnich — evoluția părții libere a vilei Altare, care fusese emancipată prin legea din Beaumont în secolul al XIII-lea. Între cele două sate persistau tensiuni, întrucât Barnich, odată cu abolirea Vechiului Regim, devenise mai avantajos în privința drepturilor de exploatare a lemnului din pădure, ceea ce a favorizat acolo concentrarea dezvoltării demografice. În 1948, guvernatorul provinciei a decis fuziunea celor două sate sub denumirea Autelbas-Barnich, pentru a pune capăt acestor rivalități anacronice și pentru a rezolva problema finanțării marilor lucrări publice în Autelbas.
Până în ziua de azi, persistă o oarecare confuzie în rândul locuitorilor cu privire la denumirile Autelbas, Barnich și Autelbas-Barnich.

## Producția de ceramică merovingiană și carolingiană
Autelbas găzduiește un sit aproape industrial de producție de ceramică din epoca merovingiană, posibil carolingiană. Această descoperire este de o importanță considerabilă, deoarece a permis contestarea unei afirmații larg răspândite conform căreia fragmentele de ceramică descoperite pe majoritatea siturilor europene ar proveni din perioada romană. Muzeele dintr-un perimetru de peste 300 de kilometri în jurul acestui sit și-au reanalizat fragmentele ceramice pentru a stabili dacă acestea provin din epoca romană sau din Evul Mediu.
La Autelbas, obiectele cele mai reprezentative sunt ulcioarele și castroanele cu fund plat. Se pare că acestea au avut o anumită notorietate la vremea lor, fiind descoperite, printre altele, în regiunea Escaut și în Marele Ducat al Luxemburgului.
Piesele de ceramică descoperite sunt expuse la muzeul din Autelbas.

## Geografie
Altitudinea la Autelbas-Barnich este de aproximativ 330 m.
Prin sat curge pârâul Autelbas, care își are izvorul în satul vecin Autelhaut (la vest, unde este numit Schlaus) și care coboară spre satul vecin Sterpenich (la est), înainte de a se vărsa în râul Eisch⁠(d), la Hagen (Luxemburg).

## Transporturi și comunicații
Satul este delimitat la nord de șoseaua N4, precum și de drumul roman Reims–Trier, aflat la câteva zeci de metri mai la nord.
La marginea sudică trece linia de cale ferată 162 Bruxelles–Namur–Luxemburg. De la sfârșitul anilor 1980, niciun tren nu mai oprește aici. Peroanele „haltei” au fost demontate câțiva ani mai târziu, iar trecerea la nivel a fost complet desființată în 2009, lăsând navetiștilor și agricultorilor o singură rută pentru a ajunge rapid în partea sud-vestică a împrejurimilor.
Stația Autelbas[3], denumire inventată de SNCB, este un fost punct de oprire pe linia 162 și se află la joncțiunea cu linia 167 care duce spre Athus. Această stație se află la peste doi kilometri de Autelbas-Barnich, pe strada rue de la Biff („bifurcația”), la ieșirea din Hondelange, dincolo de autostradă, pe drumul către Autelhaut. Acea zonă era odinioară pustie.
La un kilometru sud de Autelbas-Barnich, dincolo de colină, trece autostrada A4/E25 care leagă Bruxelles de Luxemburg, însă pentru a o accesa trebuie mers până la Sterpenich sau Weyler.

## Localități limitrofe
| Arlon      | Clairefontaine     | Rosenberg         |
| Autelhaut  |                    | Sterpenich        |
| Hondelange | Sélange Kwintenhof | Grass (Luxemburg) |

## Demografie
La data de 31 decembrie 2019, satul Autelbas-Barnich avea 651 de locuitori, în timp ce secțiunea Autelbas număra 2 547 de locuitori.

### Evoluția demografică
Graficul de mai jos prezintă evoluția demografică a fostei comune Autelbas.
- Sursa : Direcția Generală de Statistică (Belgia), 1831–1970 = recensăminte ale populației, 1976 = număr de locuitori la 31 decembrie.

## Patrimoniu

### Castelul
Ruinele actuale ale castelului sunt ceea ce a mai rămas din castelul construit în 1432 pe ruinele fostului castel, distrus în 1412 de burgunzi. Curtina actuală forma aripa estică a unui paralelipiped, aceasta fiind mai scurtă decât aripa vestică. Castelul a suferit de-a lungul secolelor numeroase modificări, îmbunătățiri, reparații și reconstrucții parțiale, atât ale fortăreței propriu-zise, cât și ale anexelor precum ferma, grădinile, cuptorul etc.
A fost locuit de seniorii de Autel timp de un secol și jumătate, apoi de diverse familii nobile începând cu sfârșitul secolului al XVI-lea, și a mai schimbat de multe ori proprietarii până în prezent.
A fost clasat în 1976, apoi grav avariat de un incendiu în 1983.
În 1992, regiunea valonă a efectuat săpături arheologice. Din 1998 se află în șantier pentru stabilizarea structurii și restaurarea anumitor părți.

### Cuptorul și moara
La marginea vestică a satului, la limita incintei senioriale, pe strada Huart d’Autel, se păstrează încă:
- Moara din Autelbas, o moară de apă alimentată de un afluent al pârâului, acesta fiind deviat pentru o perioadă până în 1974 pentru a întări cursul afluentului său;
- Clădirea ultimului cuptor de pâine din Autelbas, construit în secolul al XVIII-lea, situat departe de locuințe, de-a lungul pârâului, care a fost profund transformat și din care multe elemente interioare au fost îndepărtate la sfârșitul secolului al XX-lea.

### Clădiri și monumente religioase
- Prima capelă a satului a fost construită de Jean d’Autel în jurul anului 1430.
- Biserica satului, construită în 1864, îl are ca patron pe sfântul Willibrord.
- Fostul presbiteriu este situat pe versantul colinei din Barnich, mai jos de cimitir.
- O mică capelă este integrată în zidul estic al incintei senioriale, lângă intrarea principală a castelului.
- Mai există și câteva crucifixe de margine de drum, dintre care calvarul Sfântului Valentin, clasat în 1989, situat pe strada Hämmelsmarsch, la nr. 32.

### Diverse
- Fostele școli comunale, primară și preșcolară, construite în secolul al XIX-lea, sunt situate în centrul satului, precum și un lavoir (spălătorie) ridicat în 1911 lângă fosta școală primară. O nouă școală comunală, pentru copiii din satele Autelbas-Barnich și Sterpenich, numită École de Barnich-Sterpenich și amplasată între cele două sate, vizavi de terenul de fotbal, a fost inaugurată în 2015.
- Piața Centenarului, creată cu ocazia centenarului independenței Belgiei, se află lângă fosta școală primară și lavoir, și adăpostește Arborele Centenarului, clasat ca arbore remarcabil. Piața a fost renovată în 2021 pentru a deveni un spațiu de joacă, relaxare și convivialitate.
- Un mic lavoir cu trei bazine, datând din 1861, se găsește la ieșirea estică a satului pe drumul spre Sterpenich, lângă un alt arbore clasat remarcabil.
- Se pot observa încă numeroase ferme vechi, unele încă funcționale.
- Natura este foarte prezentă în sat, așa cum o demonstrează numeroasele zone verzi și arborii remarcabili.